# LuxGovSat
A LuxGovSat é uma joint venture entre a SES e o governo de Luxemburgo.

## Objetivo
A LuxGovSat tem o objetivo para a aquisição e operação de satélites para fins próprios militares e governamentais. Provisoriamente chamada de sociedade anônima "LuxGovSat S.A.". O capital social é detido também em partes iguais pelo Estado e SES. Ambos os parceiros contribuirá com 50 milhões de euros cada, a exigência de capital adicional é coberta por um empréstimo de 125 milhões de uma instituição financeira de Luxemburgo.

## Satélites
O primeiro satélite da empresa, o GovSat 1, que foi lançado ao espaço em 31 de janeiro de 2018 para garantir a flexibilidade necessária para as tarefas a alteração constante dos governos e instituições nas áreas de segurança, defesa e aplicações civis e permite o fornecimento de soluções integradas, inteligentes e totalmente gerenciadas para seus clientes.